# Kathleen Hicks
Kathleen Holland Hicks, född 25 september 1970 i Fairfield, Kalifornien, är en amerikansk akademiker, författare och statstjänsteman som i president Joe Bidens administration är USA:s biträdande försvarsminister från och med 8 februari 2021.
Kathleen Hicks är den första kvinnan att med senatens godkännande tjänstgöra i den näst högsta befattningen i USA:s försvarsdepartement, bortsett från Christine Fox som under ett halvår 2013–2014 var tillförordnad.

## Biografi
Kathleen Hicks avlade 1991 en bachelorexamen i historia och statsvetenskap vid Mount Holyoke College. År 1993 avlade hon en masterexamen i säkerhetsstudier vid University of Maryland vid College Park. Från 1993 och fram till 2009 var hon på meritokratisk grund civilanställd vid Office of the Secretary of Defense (OSD) i USA:s försvarsdepartement. Mellan 2006 och 2009 var hon senior fellow vid tankesmedjan Center for Strategic and International Studies (CSIS) i Washington, D.C.. År 2010 slutförde hon en filosofie doktorsavhandling i statsvetenskap vid Massachusetts Institute of Technology (MIT).
I Barack Obamas administration hade hon flera politiskt utnämnda uppdrag i OSD: Deputy Under Secretary of Defense for Strategy, Plans, and Forces (2009–2012) & Principal Deputy Under Secretary of Defense for Policy (2012–2013) och deltog i en utredning om arméns framtida struktur. Under Trumpadministrationen var hon verksam vid Paul H. Nitze School of Advanced International Studies på Johns Hopkins University och vid Council of Foreign Relations (CFR).
Den 20 december 2020 meddelade Joe Bidens övergångsadministration att de hade för avsikt att nominera henne till biträdande försvarsminister. Hon nominerades samma dag som presidenten tillträdde (20 januari), frågades ut av senatens försvarsutskott 2 februari 2021, godkändes i senaten med acklamation den 8 februari och svors i ämbetet av försvarsminister Lloyd Austin dagen därefter.
Kathleen Hicks leder arbetet med modernisering av USA:s triad med kärnvapen, då försvarsminister Austin avsagt sig inblandning i frågan på grund av tidigare styrelsearbete för Raytheon Technologies.